# Dobrin, Dobrici
Dobrin (în bulgară Добрин, în română Călimaru) este un sat în comuna Krușari, regiunea Dobrici, Dobrogea de Sud, Bulgaria. 
Între anii 1913-1940 a făcut parte din plasa Ezibei a județului Caliacra, România. Lângă localitate a mai existat o așezare (azi dispărută) ce se numea Hagichioi în timpul administrației românești și Blagovets în bulgară, cu populație majoritar românească.

## Demografie
Componența etnică a satului Dobrin
     Romi (6,99%)
     Bulgari (83,21%)
     Nicio identificare (9,79%)
     Altele (0%)
La recensământul din 2011, populația satului Dobrin era de 143 locuitori. Din punct de vedere etnic, majoritatea locuitorilor (83,21%) erau bulgari, cu o minoritate de romi (6,99%). Pentru 9,79% din locuitori nu este cunoscută apartenența etnică.